# Monte Carlo (série)
 (novembre 2020).
Monte Carlo est une mini-série télévisée de 1986 de CBS avec Joan Collins, d'après le roman éponyme de Stephen Sheppard publié en anglais en 1983 et en français en 1988.
L'histoire est celle d’une chanteuse qui espionne pour l'Intelligence Service pendant la Seconde Guerre mondiale.
Cette série télévisée ne doit pas être confondue avec le film homonyme Monte Carlo de 2011.

## Résumé
L’action se passe pendant les premières années de la Seconde Guerre mondiale,. Affairistes, riches oisifs et juifs fuyant le nazisme ont trouvé refuge dans la réputée neutre Principauté de Monaco, alors que la Gestapo y étend son pouvoir. Dans cet environnement cosmopolite, la célèbre chanteuse russe Katrina Petrovna (Joan Collins), dont le mari a été assassiné par les nazis, espionne pour le compte des Britanniques. Elle séduit un général italien, prend des photos en zone interdite, fait évader un aviateur américain, etc. Mais, trahie par son jardinier, elle tombe dans les griffes de l’ignoble Pabst, chef de la Gestapo locale (Peter Vaughan). In extremis, son amant, l’écrivain américain Harry Price (George Hamilton), la libère avec l’aide de résistants français.

## Fiche technique
- Production : Gerald W. Abrams (en), Joan Collins, Peter Holm
- Réalisation : Anthony Page
- Adaptation et scénario : Peter Lefcourt (en)
- Musique : Stanley Myers
- Directeur de la photographie : Jean Tournier
- Costumes : Michel Fresnay
- Cascades : Claude Carliez
- Pays : États-Unis
- Genre : aventure, drame, thriller, espionnage
- Première diffusion : épisode 1 : 9 novembre 1986 ; épisode 2 : 10 novembre 1986, simultanément sur CBS (USA) et CTV (Canada).
  - Diffusion française le 5 octobre 1988 sur Antenne 2, rediffusion le 9 octobre 1989.
  - Diffusion en Suisse le 29 août 1987 sur Télévision suisse romande, rediffusion le 18 février 1991.

## Distribution
- Joan Collins (VF : Michèle Bardollet) : Katrina Petrovna
- George Hamilton (VF : Michel Derain) : Harry Price
- Lisa Eilbacher (VF : Céline Monsarrat) : Maggie Evans
- Lauren Hutton (VF : Marion Loran) : Evelyn MacIntyre
- Robert Carradine (VF : Vincent Violette) : l'aviateur Bobby Morgan
- Malcolm McDowell (VF : Patrick Poivey) : Christopher Quinn
- Philip Madoc : le général Propersi
- Leslie Phillips : Baldwin
- Peter Vaughan (VF : Edmond Bernard) : Herr Major Pabst
- Henri Garcin : La Coste
- Clément Harari : Schimmel
- Rainer Hunold : Gunther
- Steve Kalfa : Marcel
- David Quilter (en) (VF : Michel Bardinet) : Graham
- Patrick Godfrey : Lambert
- Jean-Paul Solal : Louis
- Jacques Ciron : De Salis
- Marc de Jonge : le croupier
- Raoul Delfosse : Michel
- Jacques Marin : Jean
- Michel Modo : le policier au barrage routier
- Eric Prat : le chauffeur de taxi
- Jean-Marie Rivière : Henri
- Marc Samuel : le sergent
- Pierre Vernier : le commandant italien
- Peter Holm : le mari de Katrina

## A propos de la série
Le tournage a eu lieu à Monaco, principalement à Monte-Carlo et sur ses lieux emblématiques que sont le Casino et l’Hôtel de Paris, ainsi que dans les communes avoisinantes de la Côte d’Azur.
Le budget a été de 9 millions de dollars US,.
Les petits rôles sont tenus par des acteurs français, Henri Garcin, Jacques Marin, Michel Modo, Jean-Marie Rivière, Claudine Berg… L'équipe technique est également en partie française, et la SNCF est remerciée pour son assistance dans la production et sur les lieux de tournage.
Peter Holm, producteur exécutif et acteur n’apparaissant que quelques secondes dans le rôle du mari de Katrina, est encore pour quelques mois l’époux de Joan Collins, leur mariage de 1985 devant être annulé en décembre 1986.
Le scénario reprend les ingrédients de la série précédente de la productrice et vedette Joan Collins La Griffe du destin (Sins) : intrigues politiques et amoureuses, trahisons, vengeances, abominations nazies, persécutions juives et héroïsme anglo-saxon, le tout dans un contexte de vie mondaine et de grand luxe, avec palaces, restaurants huppés et Rolls-Royce, sans oublier les dizaines de toilettes aussi somptueuses que variées de Dame Joan.

## Éditions vidéo
- La première édition vidéo a été réalisée en 1991 pour le marché américain de la home video en cassette VHS système NTSC en version originale avec sous-titrage anglais codé CC, de durée 187 min, réf. 14010, distribuée par StarMaker  (ISBN 1-56068-177-2).
- La première édition en DVD région 0 date de 2006, en version originale uniquement, Boulevard Entertainment (Londres)  (EAN 5060092906296).
- Le DVD américain région 1 est sorti en 2011 chez Olive Films  (EAN 0887090028004).
- Une édition est disponible en France depuis 2013, 2 DVD région 2, version française uniquement, durée 185 minutes, Showshank Films, coll. « Hollywood Sagas »  (EAN 3545020028698).